# NGC 3390
NGC 3390 é uma galáxia espiral (Sb) localizada na direcção da constelação de Hydra. Possui uma declinação de -31° 32' 00" e uma ascensão recta de 10 horas, 48 minutos e 04,3 segundos.
A galáxia NGC 3390 foi descoberta em 29 de Abril de 1834 por John Herschel.